# Rajd Liège-Rome-Liège 1953
Rajd Liège-Rome-Liège 1953 (12. Liège-Rome-Liège) – 12. edycja rajdu samochodowego Rajd Liège-Rome-Liège rozgrywanego w Belgii. Rozgrywany był od 19 do 23 sierpnia 1953 roku. Była to ósma runda Rajdowych Mistrzostw Europy w roku 1953.

## Klasyfikacja rajdu
| Miejsce                      | Kierowca                     | Pilot                        | Samochód                     | Czas                         | Strata                       |                              |
| Klasyfikacja generalna i ERC | Klasyfikacja generalna i ERC | Klasyfikacja generalna i ERC | Klasyfikacja generalna i ERC | Klasyfikacja generalna i ERC | Klasyfikacja generalna i ERC | Klasyfikacja generalna i ERC |
| ---------------------------- | ---------------------------- | ---------------------------- | ---------------------------- | ---------------------------- | ---------------------------- | ---------------------------- |
| 1.                           | Johnny Claes                 | Jean Trasenster              | Lancia Aurelia B20 GT        | 16:47                        | 0.0                          |                              |
| 2.                           | Charles Fraikin              | Olivier Gendebien            | Jaguar XK120                 | 20:50                        | +4:03                        |                              |
| 3.                           | Jacques Herzet               | Lucien Bianchi               | Ferrari 166 MM               | 27:33                        | +10:46                       |                              |
| 4.                           | Emillio Christillin          | Sandro Fiorio                | Lancia Aurelia B20 GT        | 30:49                        | +14:02                       |                              |
| 5.                           | Ferdinando Gatta             | Stefano Marsaglia            | Lancia Aurelia B20 GT        | 35:38                        | +18:51                       |                              |
| 6.                           | Franco Caramelli             | Turbiglio                    | Lancia Aurelia B20 GT        | 45:48                        | +29:01                       |                              |
| 7.                           | Oreste Barozzi               | Siro Colombo                 | Lancia Aurelia B22           | 57:02                        | +40:15                       |                              |
| 8.                           | Arthur Slater                | Peter Bolton                 | Jaguar XK120                 | 1:17:41                      | +1:00:54                     |                              |
| 9.                           | Franco Bigoni                | Curie                        | Citroën 15 Six               | 1:22:31                      | +1:05:44                     |                              |
| 10.                          | René Fabre                   | Jean Cazon                   | Panhard Dyna X86             | 1:23:37                      | +1:06:50                     |                              |